# Cirkelronde krab
De cirkelronde krab (Atelecyclus rotundatus) is een krab uit de familie Atelecyclidae, die langs de Nederlandse en Belgische kust vrij zelden wordt aangetroffen.

## Anatomie
De carapax is cirkelrond en vrij ruw en is maximaal 65 mm breed. Vooraan, tussen de twee ogen, bevinden zich drie tandachtige uitsteeksels, waarvan het middelste het grootste is. De antennulae liggen meestal onder het rostrum verborgen. De antennae zijn vrij lang en behaard. Zowel de onderzijde van de carapax als de poten zijn van setae (haren) voorzien. De twee gelijkvormige schaarpoten zijn relatief kort en breed.

De carapax is grijsachtig tot roodachtige bruin.

## Ecologie en verspreiding
De cirkelronde krab komt voor op zandige of grindbodems met een zeker slibgehalte (Ingle, 1980), ingegraven in het sediment zoals de helmkrab. Er is weinig bekend over de voedselpreferenties van deze krab, maar ze is zelf voedsel voor o.a. kabeljauw, leng en roggen.

Ze wordt gevonden tot op een diepte van 60 m. De krab kent voor de Belgische kust de oostelijke grens van haar verspreidingsgebied, dat zich normaal uitstrekt vanaf het westelijk deel van het Kanaal tot aan tropisch West-Afrika. De soort is ook vrij zelden te vinden in het westelijk deel van de Middellandse Zee. Tot voor kort waren slechts enkele waarnemingen uit de zuidelijke Noordzee gekend. Onlangs werd de cirkelronde krab echter aangetroffen rond het wrak van de Birkenfels en op het Steendiep, op de grens van het Belgisch en het Nederlands Continentaal Plat (ILVO).